# New Zealand State Highway 33
Der New Zealand State Highway 33 (auch State Highway 33 oder in Kurzform SH 33) ist eine Fernstraße von nationalem Rang im Norden der Nordinsel von Neuseeland.

## Strecke
Der SH 33 zweigt westlich von Tauranga bei Paengaroa vom New Zealand State Highway 2 ab und führt in südsüdöstlicher Richtung bis nach Te Ngae am Ostufer des Lake Rotorua, wo er am New Zealand State Highway 30 endet.